# Medal Pileckiego
Medal Pileckiego (ang. Pilecki Medal) – przyznawane corocznie wyróżnienie dla najlepszego rugbysty australijskiego zespołu Queensland Reds.
Nagroda została nazwana na cześć Stana Pileckiego, reprezentanta Australii polskiego pochodzenia, który w barwach Queensland rozegrał 122 mecze, będąc jednocześnie pierwszym zawodnikiem, który przekroczył barierę stu spotkań rozegranych dla stanowej drużyny.
Ustanowiony w 1992 roku medal jest najważniejszym wyróżnieniem dla graczy Reds. Po każdym meczu zawodnicy zespołu wybierają najlepszych graczy tego spotkania, przydzielając trzem wyróżniającym się zawodnikom odpowiednio – trzy, dwa i jeden punkt. Po zakończeniu sezonu punkty są sumowane, a wynik głosowania ogłaszany jest podczas dorocznej gali Reds.  
Czterokrotnie Medal Pileckiego otrzymał 78-krotny reprezentant kraju Chris Latham, a ośmiu innych zawodników sięgnęło po to trofeum dwukrotnie.

## Laureaci
- 1992 – Peter Slattery
- 1993 – Rod McCall
- 1994 – Matthew Pini
- 1995 – Jason Little
- 1996 – Jason Little
- 1997 – John Eales
- 1998 – John Eales[5]
- 1999 – Chris Latham / Daniel Herbert[6]
- 2000 – Chris Latham[7]
- 2001 – Toutai Kefu[8]
- 2002 – Chris Latham[9]
- 2003 – Julian Huxley[10]
- 2004 – Chris Latham[11]
- 2005 – Nathan Sharpe[12]
- 2006 – Rodney Blake[13]
- 2007 – David Croft[14]
- 2008 – David Croft[15]
- 2009 – Digby Ioane[16]
- 2010 – Will Genia[17]
- 2011 – Will Genia[18]
- 2012 – James Slipper[19]
- 2013 – Jake Schatz[20]
- 2014 – James Slipper[21]
- 2015 – Liam Gill[22]
- 2016 – Liam Gill[23]
- 2017 – George Smith[24]
- 2018 – Samu Kerevi[25]
- 2019 – Samu Kerevi[26]
- 2020 – Taniela Tupou[27]
- 2021 – Taniela Tupou[28]
- 2022 – Harry Wilson[29]
- 2023 – Harry Wilson[30]
- 2023 – Fraser McReight[31]